# Joel Rendón
Pour les articles homonymes, voir Rendon.
Joel Rendón, né le 6 juillet 1967 à Izúcar de Matamoros, est un sculpteur et graveur mexicain,,,.

## Biographie
Joel Rendón a étudié dans différents établissements d'enseignement avant d'entrer à l'Academia de San Carlos de l'Université nationale autonome du Mexique où il a obtenu sa licence, et à l'école nationale de peinture, de sculpture et de gravure La Esmeralda. L'intérêt de Rendón se portait sur l'art du Mexique, en particulier celui de la Mésoamérique, sans trouver de soutien académique pour l'exploiter. Il a émigré à Chicago où il a trouvé une communauté artistique centrée sur l'art mexicain, auprès de laquelle il a acquis de l'expérience.
Ses œuvres ont été exposées dans des galeries de son pays et d'autres pays comme l'Argentine, la Colombie, Cuba, l'Espagne, les États-Unis, Porto Rico et l'Inde, entre autres.
En 2002, Rendón expose son travail artistique à la télévision sur Estampa al minuto, diffusée sur la chaine mexicaine Canal 11, qui montre comment réaliser une gravure artisanale. Ses œuvres ont été illustrées au Fondo de Cultura Económica et publiées dans des magazines comme Artes de México et des journaux comme La Jornada et Reforma. 

## Prix et reconnaissances
- Concours National de Grabado José Guadalupe Posada, 1995 ;
- Residencias artísticas del Fondo Nacional para la Cultura y las Artes, 1994 et 1996[7].